# Rio Santana
Der Rio Santana ist ein etwa 133 km langer linker Nebenfluss des Rio Chopim im Südwesten des brasilianischen Bundesstaats Paraná.

## Etymologie
Rio Santana bedeutet auf Deutsch Sankt-Anna-Fluss.

## Geografie

### Lage
Das Einzugsgebiet des Rio Santana befindet sich auf dem Terceiro Planalto Paranaense (Dritte oder Guarapuava-Hochebene von Paraná).

### Verlauf
Sein Quellgebiet liegt im Munizip Renascença auf 726 m Meereshöhe in den Ausläufern der Serra da Fartura an der Grenze zum Munizip Vitorino in der Nähe der PRC-280.
Der Fluss verläuft in vielen großen Schleifen vorwiegend in nördlicher Richtung. In seinem Oberlauf durchfließt er das Gebiet des Munizips Renascença und kreuzt wenige Kilometer östlich des Hauptorts die PRC-280, die von Barracão an der argentinischen Grenze nach Palmas führt. Ab der linksseitigen Einmündung des Rio Marmeleiro bildet er die Grenze zum Munizip Francisco Beltrão. Nach der rechtsseitigen Einmündung des Rio Elias wird er zum Grenzfluss zwischen Francisco Beltrão und Bom Sucesso do Sul. Hier wird er zur Versorgung des Wasserkraftwerks PCH Vila Galupo zu einem etwa 4 km langen See aufgestaut. Etwas weiter im Norden passiert er ein Werk der Alcast do Brasil S.A., die Aluminiumprodukte wie Folien oder Kochgeschirr herstellt. Der Stromversorgung dieses Werks dient das Kraftwerk PCH Jacaré.
In seinem Unterlauf trennt er die Munizipien Verê und Itapejara d´Oeste voneinander. Er mündet auf 437 m Höhe von rechts in den Rio Chopim. Er ist etwa 133 km lang.

### Munizipien im Einzugsgebiet
Am Rio Santana liegen sechs Munizipien:
links:
- Renascença
- Francisco Beltrão
- Verê

rechts:
- Vitorino
- Bom Sucesso do Sul
- Itapejara d´Oeste.

### Nebenflüsse
- Rio Elias
- Rio Marmeleiro
- Rio Marrecas.